# La Defensa (Málaga)
La Defensa fue un periódico español editado en Málaga entre 1909 y 1918.

## Historia
Fue fundado en 1909 por Enrique Huelin, como una publicación de línea editorial católica e integrista. Según Antonio Checa Godoy, habría venido a suceder al diario católico La Libertad. Durante el contexto de la Primera Guerra Mundial el diario adoptó una línea editorial germanófila. La Defensa continuaría editándose hasta 1918.